# Plectrone nonveilleri
Plectrone nonveilleri är en skalbaggsart som beskrevs av Miksic 1983. Plectrone nonveilleri ingår i släktet Plectrone och familjen Cetoniidae. Inga underarter finns listade i Catalogue of Life.